# Vanellus macropterus
Vanellus macropterus е вид птица от семейство Charadriidae.

## Разпространение
Видът е разпространен в Индонезия.